# Simplismo
Para la corriente literaria ver Simplismo (literatura)
El simplismo es la tendencia a ver las cosas más simples de lo que son en sí. Puede ser voluntaria o involuntaria, aunque por lo común es de esta última clase.
El simplista procede a ver solo lo común de los objetos o representaciones y aun a veces lo que solo interesa a su particular punto de vista. Efecto de esta ilusión intelectual deja de percibir notas importantes en la realidad que le darían una visión distinta y en todo caso íntegra de las cosas. El simplismo explica psicológicamente el origen de los sofismas llamados a dicto sucundum quid ad dictum simpliciter. 
El simplismo es un vicio muy corriente entre los historiadores de la filosofía. Es frecuente ver en una época una dirección unilateral o en un autor una preocupación única que deliberadamente excluye todo aquello que no interesa a su concepción de la historia o de la filosofía. Para algunos, la filosofía es solo una repetición rítmica de algunos sistemas. Otros ven en la historia filosófica dos únicos momentos: el helénico antiguo y el germánico moderno. Se oponen como dos direcciones únicas; santo Tomás, representante de la filosofía católica y Kant, de la protestante; el realismo del sentido común y el idealismo subjetivista, etc.
La visión histórica de los problemas ha de fundarse siempre en los hechos tal como se han dado en el tiempo y en los diferentes medios de cultura. El simplismo da una visión incompleta de la realidad histórica y, por lo tanto, falsa y solo cómoda para favorecer el espíritu de partido en filosofía.